# Pontiac
Pontiac (укр. Понтіак) — американська марка легкових автомобілів, ліквідована 1 листопада 2010 року. Належала концерну General Motors Corporation.

## Історія компанії

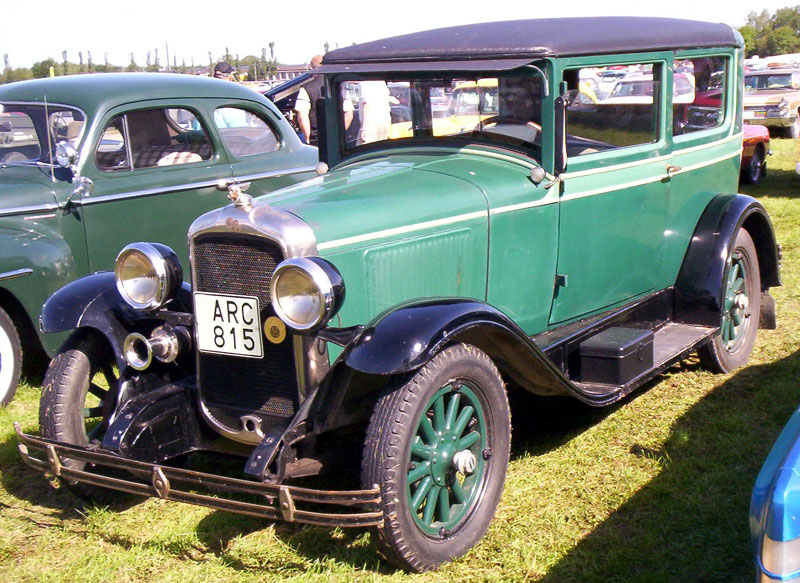
Pontiac 1928 року випуску

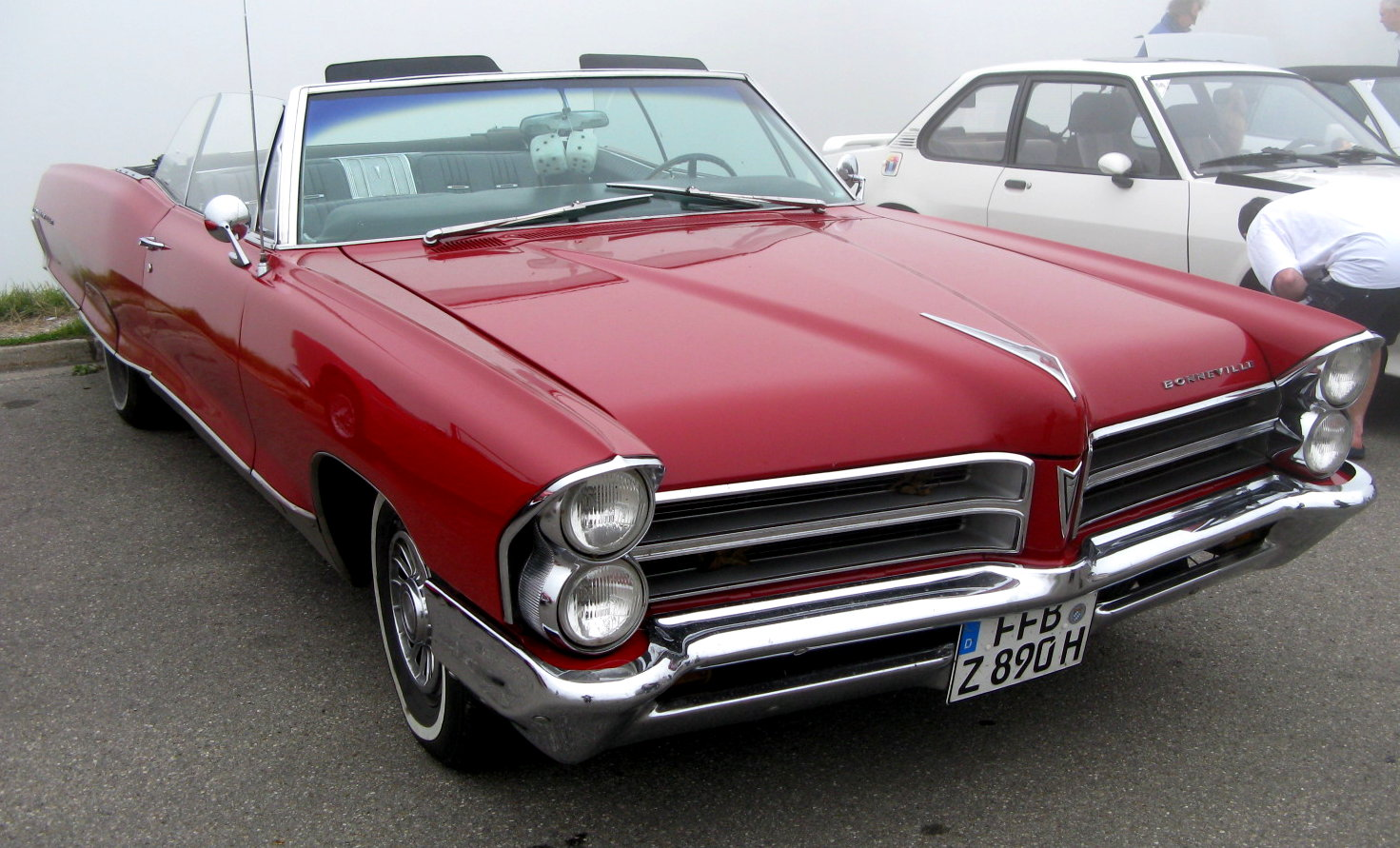
Pontiac 1965 року випуску

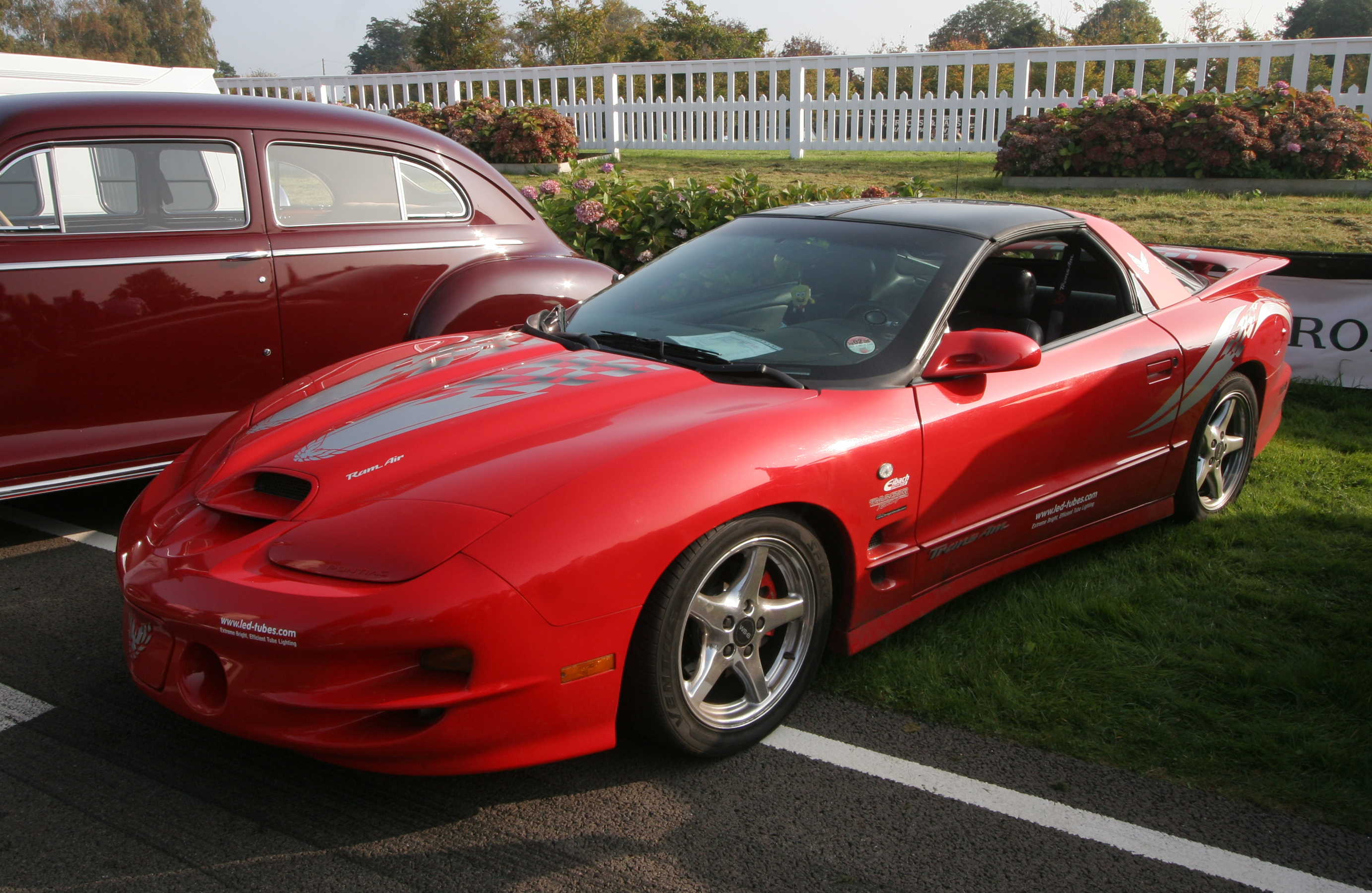
Pontiac Trans Am

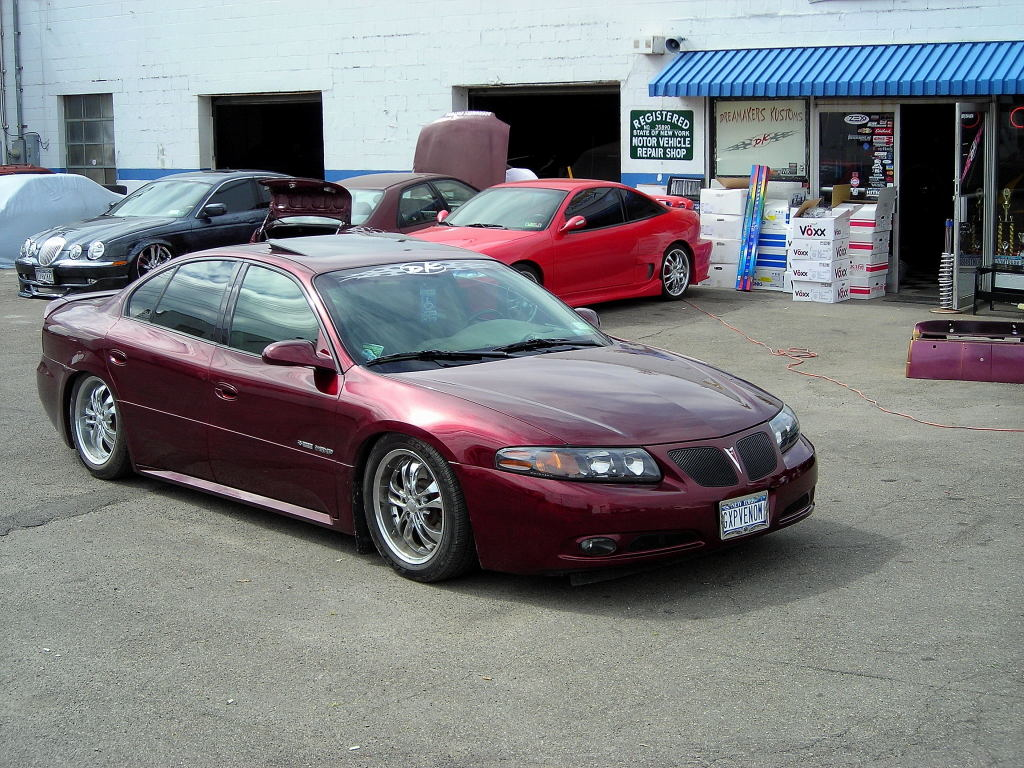
Pontiac 2005 року випуску

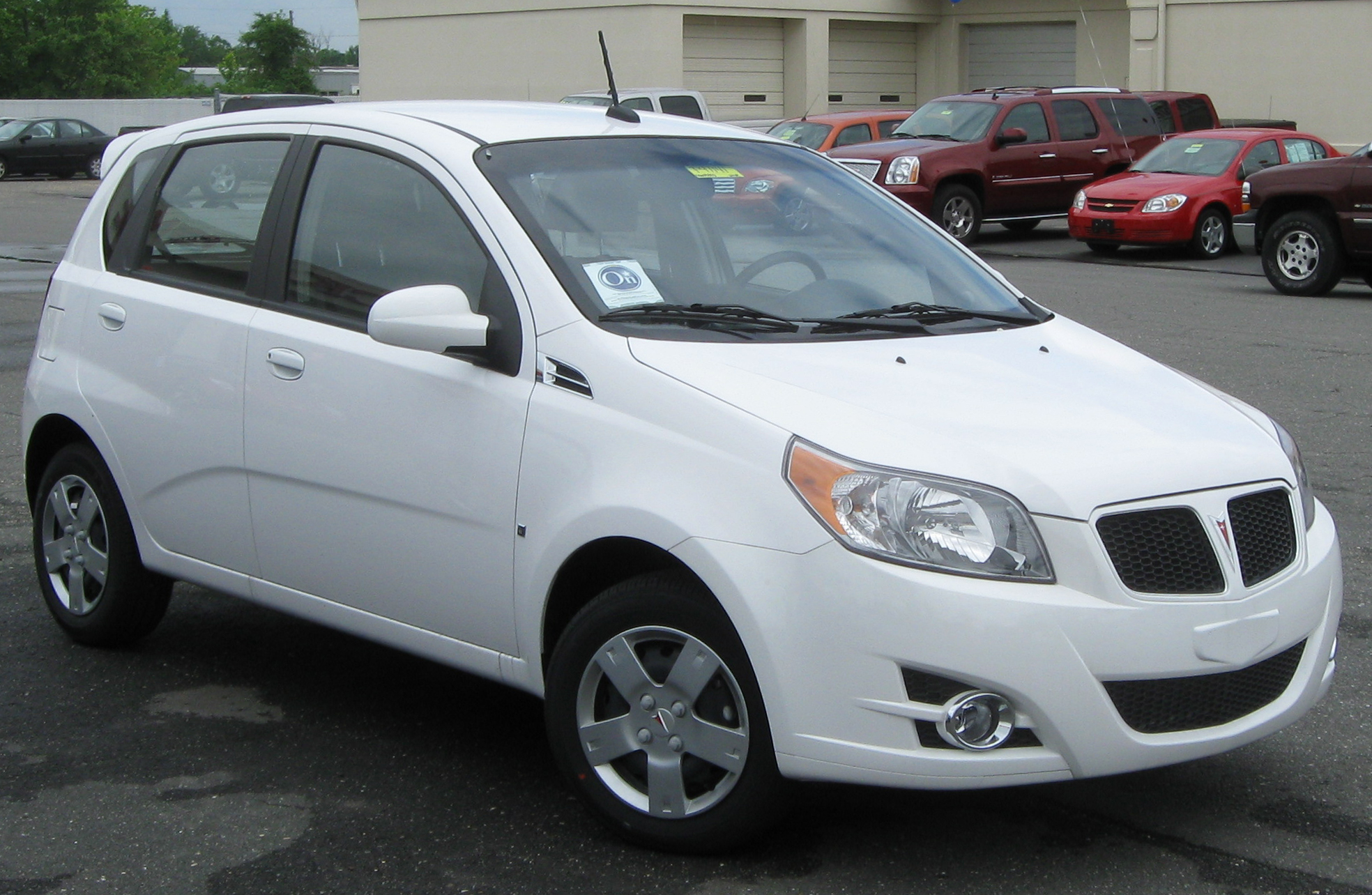
Pontiac G3 2009 року випуску

Почалася фірма із заснованої в 1893 році Едвардом М. Мерфі в місті Понтіак фірми «Понтіак Баггі». Спочатку ця фірма виробляла екіпажі.
У 1907 році виходить перший автомобіль компанії, а в листопаді 1908 року Едвард Мерфі реєструє її як «Окленд мотор кар компані».
У 1909 році GM придбала цю компанію.
У 1926 році «Окленд» і «Понтіак» стають двома різними брендами, і тоді компанія набуває популярності як «Pontiac Motor Division».
У 1933 році генеральним директором компанії став Гарі Клінгер, компанією випускаються оновлені моделі з 6-циліндровими двигунами й оснащені незалежною підвіскою.
Випуск 1935 року купе Pontiac Silver Streak («Понтіак Сильвер Стрік», буквально «Срібний спалах») перевершив усі очікування і прогнози, виявився настільки успішним, що постало питання про розширення підприємства.
У 1953 році вперше побачили світ моделі з кузовами «Хардтоп». Автомобілі компанії відтоді починають оснащуватися гідропідсилювачами керма. 1958 року почалося виробництво двигуна з механічною системою вприскування палива.
Конструкція купе Pontiac GTO 1967 року стала традицією для всіх авто такого типу. Такі автомобілі дуже часто виходили переможцями під час голлівудських гонок. Уперше це купе було випущене в 1967 році. Цього ж року почала вироблятися спортивна модель «Firebird», однотипна з «Chevrolet Camaro».
У 1971 році компанією представлена компактна модель «Ventura».
Через 2 роки почався випуск моделі «Grand Am». Нове покоління моделі було представлене в Детройті в січні 1998 року. Випускався з двома варіантами кузова — чотиридверний седан і дводверне купе.
У 1978⁣ — ⁣1980 роках, у період світової енергетичної кризи, компанія General Motors ухвалює рішення виробляти економні автомобілі з низькою витратою палива. Як наслідок у 1984 році зійшла з конвеєра модель Pontiac Fiero, спортивне купе («Понтіак Фієро»).
Pontiac Bonneville, автомобіль з переднім приводом, поперечним розташуванням двигуна, класу люкс. Уперше був представлений восени 1986 року, а нове покоління — в лютому 1999.
Firebird, автомобіль спортивного типу, вперше був представлений у грудні 1992 року. Вироблявся з двома варіантами кузова — тридверне купе і дводверний кабріолет.
У 2000 році на виставці в Детройті була представлена модель Piranha Concept — чотиридверне передньопривідне купе, обладнане здвижними дверцями. Задні дверці відкидалися назад, перетворюючи Piranha на спортивний пікап.
«Понтіак», втративши свою адміністративну і юридичну самостійність, все-таки відігравав особливу роль у концерні General Motors: відділення «Понтіак» позиціонувалося як «молодіжне». Компанія в рамках концерну, як і раніше, продовжувала випуск спортивних автомобілів. Продовжували випускатися такі знамениті моделі, як Sunfire, Grand Am, Grand Prix, Bonneville і Trans Sport. Упроваджений у виробництво до 2000 року Aztek удостоївся титулу «найпотворнішого» автомобіля світу за версією англійської газети The Sun.
24 квітня 2009 року GM офіційно анонсувало припинення випуску автомобілів «Pontiac» і ліквідацію торгової марки до 2010 року.
У 2007 році обсяг виробництва склав 344 685 одиниць, що на 13,2 % менше, ніж роком раніше.
25 листопада 2009 року з конвеєра заводу в селищі Оріон, штат Мічиган, зійшов останній автомобіль з цим шильдиком — седан Pontiac G6.
31 жовтня 2010 року закінчилися ділерські контракти між автовиробником і ділерами марки й з 1 листопада марка припинила існування.

## Модельний ряд
- Pontiac 2000 Sunbird (1983–1984)
- Pontiac 6000 (1982–1991)
- Pontiac Acadian (1976–1987)
- Pontiac Astre (1971–1977)
- Pontiac Aztek (2001–2005)
- Pontiac Beaumont (1964–1969)
- Pontiac Bonneville (1957–2005)
- Pontiac Catalina (1959–1981)
- Pontiac Chieftain
- Pontiac Fiero (1984–1988)
- Pontiac Firebird (1967–2002)

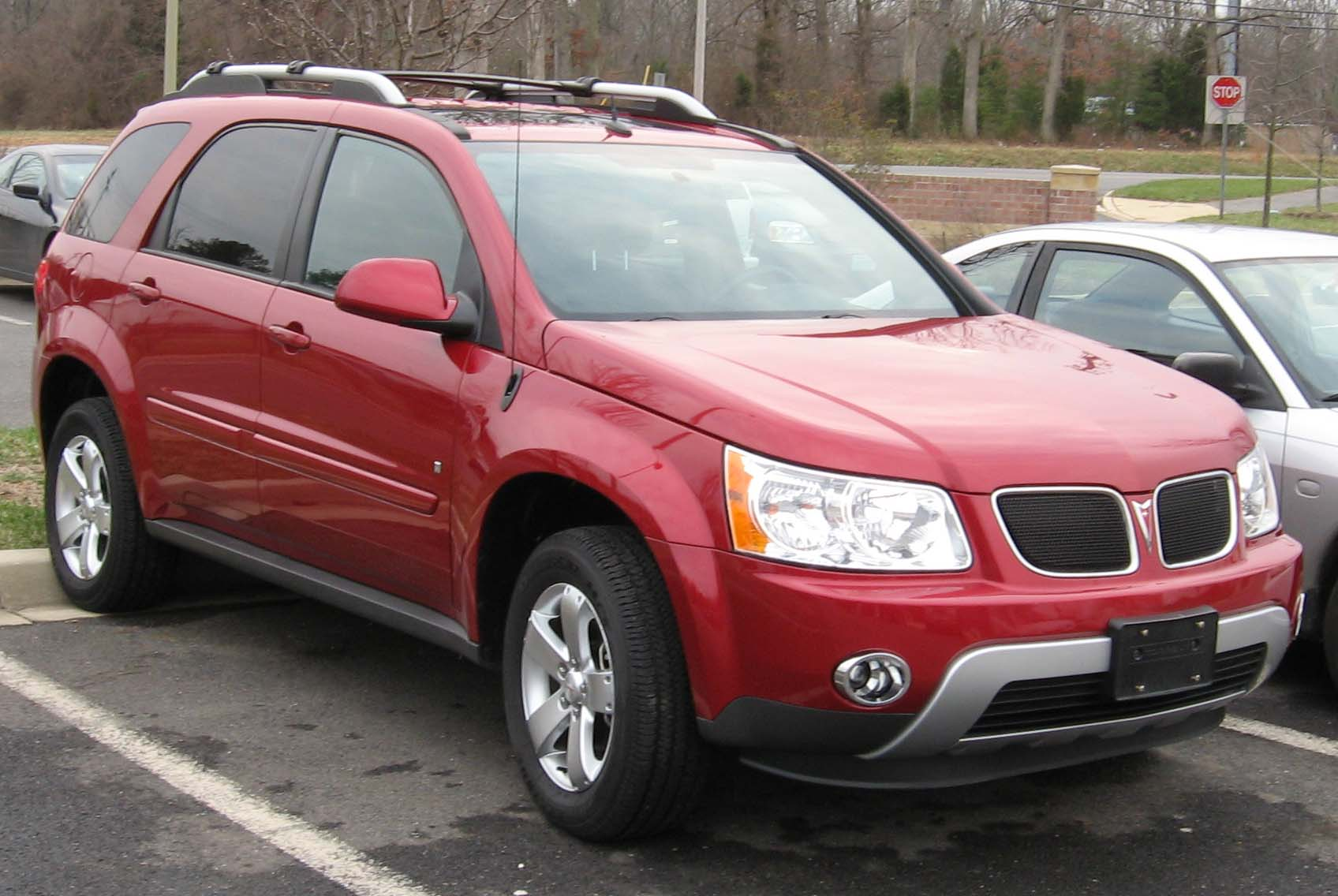
Pontiac Torrent 2006 року випуску

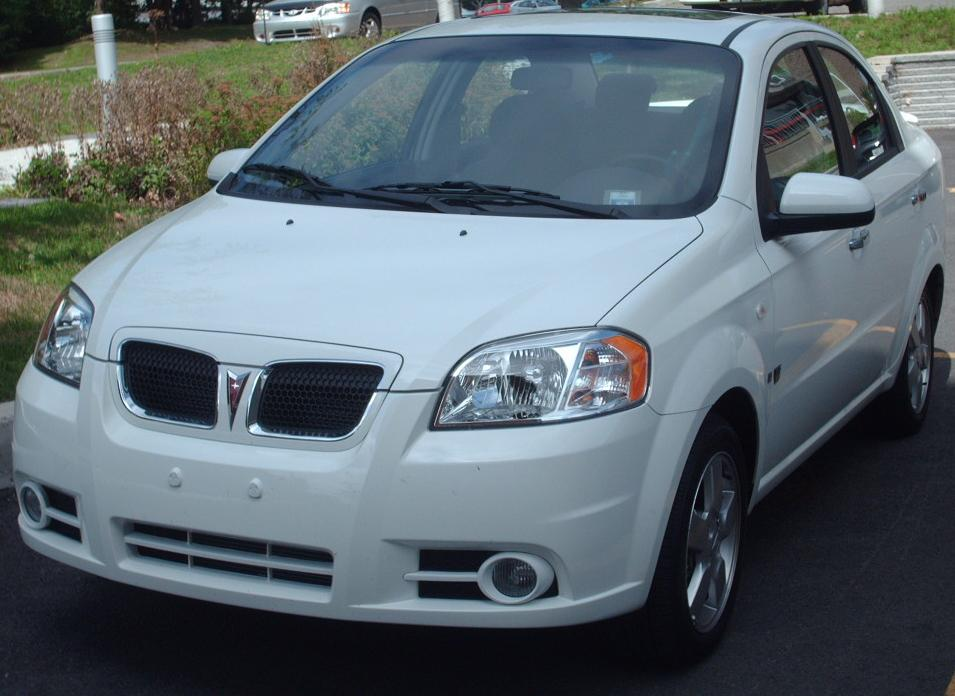
Pontiac Wave 2007 року випуску

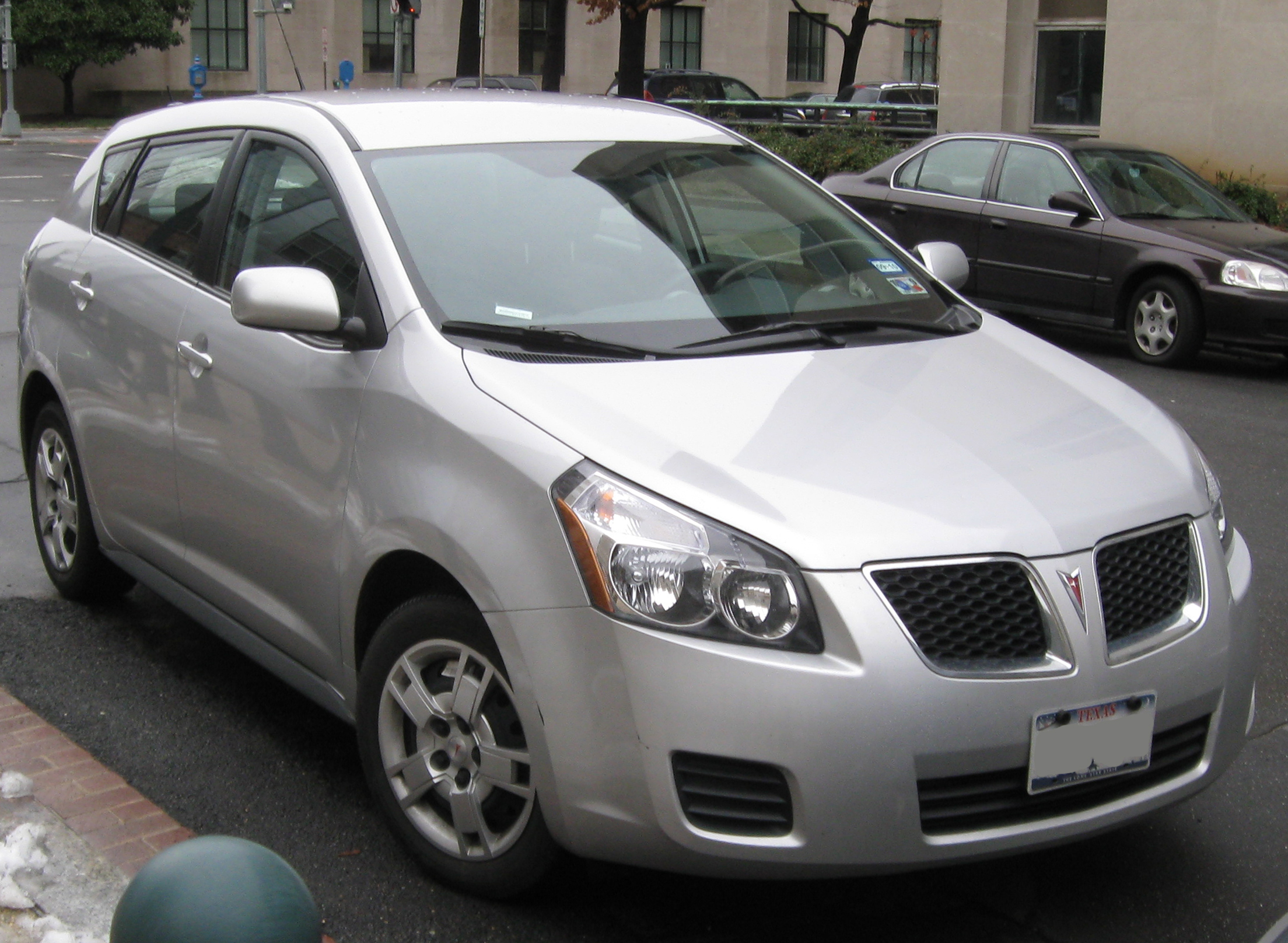
Pontiac Vibe 2009 року випуску

- Pontiac Firefly (1985–2001, Suzuki Swift як Pontiac, продавався тільки в Канаді)
- Pontiac G3 (2009–2010)
- Pontiac G5 (2005—2010)
- Pontiac G6 (2004–2010)
- Pontiac G8 (2008–2010)
- Pontiac Grand Am (1973–1980, 1985–2005)
- Pontiac Grande Parisienne
- Pontiac Grande Ville
- Pontiac Grand Prix (1962–2007)
- Pontiac Grand Safari
- Pontiac GTO (1964–1974, 2004)
- Pontiac J2000 (1982)
- Pontiac Laurentian (19?? — 198?; продавався тільки в Канаді)
- Pontiac LeMans (1963–1981, 1988–1994)
- Pontiac G2 Matiz (продавався тільки в Мескиці)
- Pontiac Montana (1999–2004)
- Pontiac Montana SV6 (2004–2006)
- Pontiac Parisienne (1958–1986)
- Pontiac Pathfinder (19?? — 1958; продавався тільки в Канаді)
- Pontiac Phoenix (1979–1984)
- Pontiac G4 (2005–2010, продавався тільки в Канаді)
- Pontiac Safari
- Pontiac Silver Streak
- Pontiac Solstice (2005–2010)
- Pontiac Star Chief
- Pontiac Strato Chief (продавався тільки в Канаді)
- Pontiac Streamliner
- Pontiac Sunbird (1985–1994)
- Pontiac Sunburst (1985–1989, продавався як Isuzu Gemini, тільки в Канаді)
- Pontiac Sunfire (1995–2005)
- Pontiac Sunrunner (1994–1997, продавався як Geo Tracker, тільки в Канаді)
- Pontiac Super Chief
- Pontiac T1000 (1981–1987)
- Pontiac Tempest (1961–1970, 1987–1991; продавався як Chevrolet Corsica, тільки в Канаді)
- Pontiac Torpedo
- Pontiac Torrent (2006–2009)
- Pontiac Trans Am (1969–2002)
- Pontiac Trans Sport (1989–1996)
- Pontiac Ventura (1971–1977)
- Pontiac Vibe (2003–2010)
- Pontiac Wave (2005–2010, продавався тільки в Канаді)

## Автомобілі Pontiac в кінематографі
- Pontiac Firebird малинового кольору був знятий у фільмі «Рекетир». Автомобіль не їздив, його привезли на екскаваторі.
- Майкл Найт у серіалі Мандрівний лицар 1982 р. їздив на КІТТ, котрий був Pontiac Firebird Trans Am. Головна відмінність КІТТ від серійного Pontiac Trans Am 1982 року — «ніс» машини, який був перероблений, щоб встановити на автомобіль червоний сканер. Всього для знімання у серіалі було зібрано 16 автомобілів. Після закінчення знімання цей автомобіль став власністю Девіда Хассельхоффа, а 1992 року був проданий у приватну колекцію. Тепер цю машину можна побачити в музеї автомобілів Cars of the Stars Motor Museum в Англії. Оскільки серіал був надзвичайно популярний, шанувальники серіалу досі виготовляють у великій кількості копії Кітті.
- На Pontiac Aztek їздить головний герой серіалу «Пуститися берега» Волтер Вайт.
- Pontiac GTO 1966 збирається подарувати сестрі на весілля головна героїня фільму «Лицар дня» Джун Хевенс, яку грає актриса Камерон Діас, але потім вимушено вирушає на ньому у своїх справах.

Pontiac Solstice 2007 був альтернативним режимом автобота Джаза з фільму "Трансформери" 2007 року. 